# The Singer (singel Nick Cave and the Bad Seeds)
Singel zespołu Nick Cave and the Bad Seeds, wydany w 1986 roku. Krążek ten promował album Kicking Against the Pricks.
Na płycie zawarto trzy utwory z bieżącego albumu, który był zbiorem coverów, a na singlu znalazły się następujące:
1. „The Singer” (Cash/Daniels), nazwa pierwotna „The Folk Singer” – z repertuaru Johnny’ego Casha
2. „Black Betty"(Leadbelly) – z repertuaru Ram Jam
3. „Running Scared"(Roy Orbison/Joe Melson) – z repertuaru Roya Orbisona